# Šafov
Šafov (in tedesco Schaffa) è un comune della Repubblica Ceca facente parte del distretto di Znojmo, in Moravia Meridionale.